# Dionysia bornmuelleri
Dionysia bornmuelleri là một loài thực vật có hoa trong họ Anh thảo. Loài này được (Pax) Clay mô tả khoa học đầu tiên năm 1937.